# Master of Arts

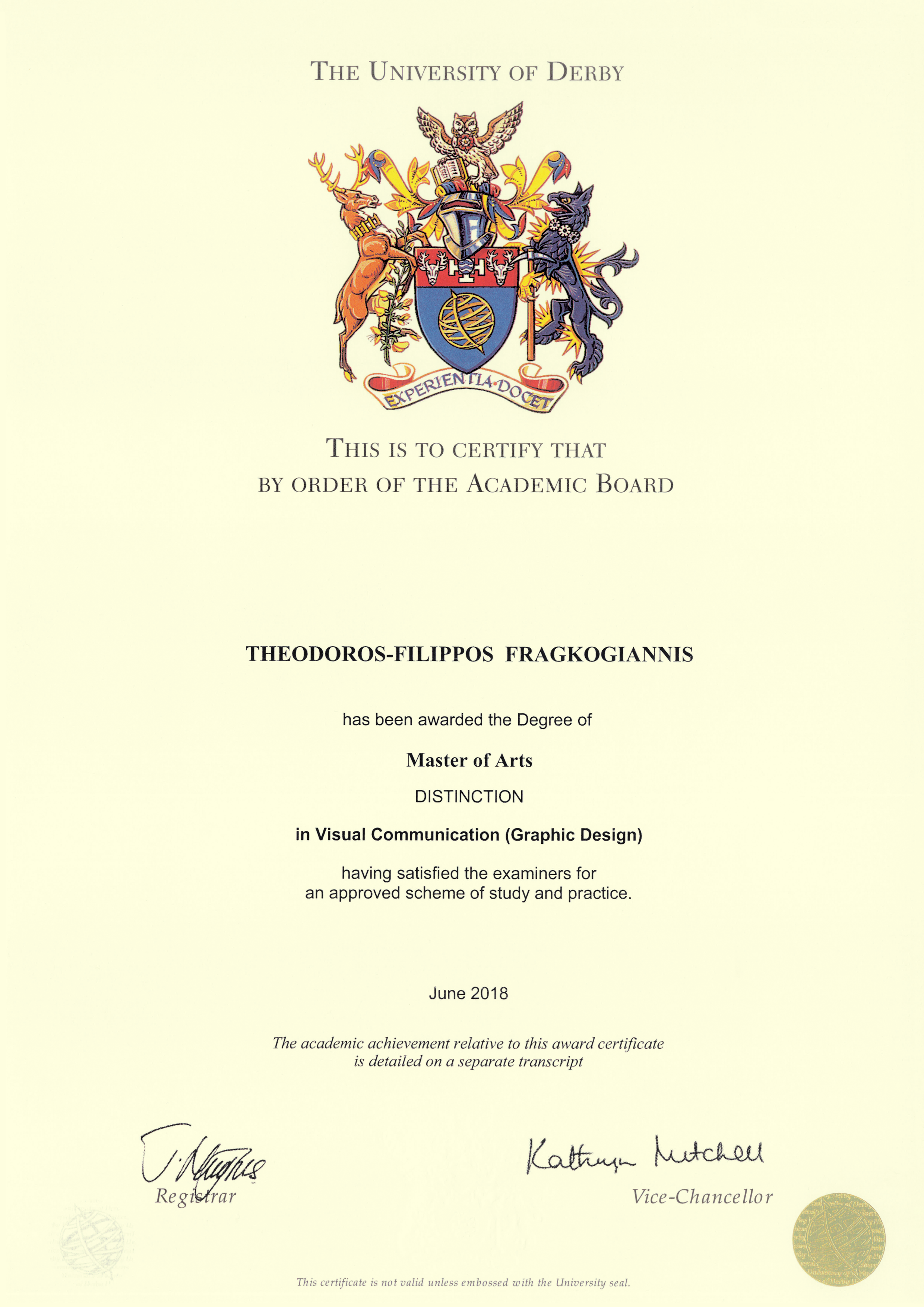
Master of Arts w Komunikacja Wizualna przyznany przez Uniwersytet w Derby w 2018 roku

Master of Arts, skrótowiec MA („mistrz sztuk”, w domyśle „wyzwolonych”) – jeden z anglosaskich tytułów zawodowych, należący do grupy master's degree, nadawany w naukach humanistycznych. 
Przyznawany jest osobom, które ukończyły studia świadczące o biegłości w jakiejś dyscyplinie naukowej na poziomie wyższym niż wymagany od osób, które ukończyły studia pierwszego stopnia (czyli uzyskały bachelor’s degree). Tytuł ten co do zasady świadczy o wysokim poziomie wiedzy kierunkowej, w tym o umiejętności dokonywania samodzielnej analizy, krytycznej oceny zjawisk lub ich praktycznego zastosowania, rozwiązywania złożonych problemów analitycznych oraz zdolności prowadzenia poprawnego wywodu naukowego. Zbliżony jest do polskiego tytułu magistra. Jego odpowiednikiem w naukach ścisłych i przyrodniczych (zakres praktyczny) jest Master of Science, a w naukach prawniczych Master of Laws.

## Nazwy i skróty
W zależności od kraju, a nawet uczelni, nazwy używane dla określenia tytułu nadawanego po ukończeniu studiów magisterskich, jak również używane skrótowce, różnią się ze względów historycznych. Niektóre uniwersytety posługują się angielskim tytułem Master of Arts, podczas gdy inne – także w krajach anglosaskich – używają łacińskiej wersji magister artium albo artium magister. Najczęściej stosowanym skrótowcem jest „MA” w Wielkiej Brytanii i „M.A.” w Stanach Zjednoczonych, chociaż Uniwersytet Harvarda, Instytut Techniczny Massachusetts i Uniwersytet Chicagowski używają skrótu „A.M.”. 

## Wymagania i przebieg studiów
Różne uczelnie mają odmienne ścieżki i wymagania prowadzące do uzyskania tytułu master. Często, lecz nie zawsze, wymagane jest napisanie samodzielnej pracy dyplomowej lub przeprowadzenie samodzielnych badań naukowych. Studia na poziomie Master of Arts oferowane są zwykle jako studia podyplomowe (postgraduate), trwające od roku do sześciu lat. Wymogiem ich podjęcia jest więc wcześniejsze ukończenie studiów pierwszego stopnia (undergraduate), a ponadto kandydaci muszą zwykle spełnić dodatkowe warunki, uzależnione od charakteru danego programu.
W Europie, po standaryzacji systemu edukacji wyższej w ramach systemu bolońskiego, uzyskanie tytułu master odpowiada rocznym lub dwuletnim studiom (od 60 do 120 punktów ECTS) odbytym po ukończeniu co najmniej trzyletnich studiów pierwszego stopnia. 
Na uczelniach w Anglii, Szkocji i Irlandii studenci mogą ubiegać się o tytuł MA zarówno po ukończeniu studiów I stopnia, jak i – podobnie jak na niektórych kierunkach studiów magisterskich w Polsce – bezpośrednio po ukończeniu szkoły średniej. W tym ostatnim wypadku okres studiów wynosi cztery albo pięć lat, w zależności od programu. 
Często posiadanie tytułu master jest wymogiem dla kandydatów chcących podjąć studia doktoranckie, ale nie jest to regułą, zwłaszcza w krajach anglosaskich. W niektórych dziedzinach rozpoczęcie doktoratu jest możliwe bezpośrednio po ukończeniu studiów I stopnia i wówczas tytuł master można uzyskać w trakcie studiów doktoranckich, po uzyskaniu określonej liczby punktów i pomyślnym zdaniu wymaganych przez uczelnię egzaminów. Niekiedy przedmiotem studiów I stopnia i studiów na poziomie master musi być ta sama dziedzina naukowa. W Stanach Zjednoczonych jest jednak regułą, że kierunek studiów I stopnia nie ma znaczenia dla możliwości podjęcia studiów wymaganych dla uzyskania tytułu Master of Arts (i innych stopni master).

## TytułMaster of Artsna uniwersytetach w Oksfordzie, Cambridge i Dublinie
W przypadku Uniwersytetu Oksfordzkiego, Uniwersytetu w Cambridge i Uniwersytetu Dublińskiego tytuł Master of Arts ma charakter kurtuazyjny i jest nadawany absolwentom, którzy uprzednio ukończyli studia I stopnia (uzyskując bachelor’s degree), złożyli podanie oraz uiścili stosowną opłatę. Zwykle o wystawienie dyplomu Master of Arts można wystąpić dopiero w kilka lat po ukończeniu studiów I stopnia. Na tych trzech uniwersytetach, inaczej niż na wszystkich innych uczelniach, jego wydanie nie wiąże się z obowiązkiem odbycia dodatkowych studiów ani zdania dodatkowych egzaminów – dlatego w praktyce tytuł Master of Arts przyznany na nich często nazywa się (dla odróżnienia) Oxbridge MA, Dublin MA lub Trinity MA. Osoba, której wystawiono dyplom Master of Arts, nie powinna posługiwać się równocześnie tytułem Bachelor of Arts. Wszystkie trzy uniwersytety nadają inne stopnie na poziomie master’s degree, będące świadectwem ukończenia studiów II stopnia, w tym Master of Letters (MLitt), Master of Philosophy (MPhil), Master of Studies (MSt), Master of Science (MSc).